# Castelo de Saint-Germain-en-Laye
O Château de Saint-Germain-en-Laye é um palácio real francês localizado na comuna de Saint-Germain-en-Laye, no departamento de Yvelines, cerca de 19 km. a Oeste de Paris. Actualmente alberga o Musée des Antiquités Nationales (Museu das Antiguidades Nacionais).

## História
O primeiro castelo foi construído no local por Luís VI, por volta do ano 1122, e recebeu o nome de Grand Châtelet. O castelo inicial foi ampliado por Luís IX na década de 1230, restando destas obras apenas a capela Gótica. Este castelo foi queimado pelo Príncipe Negro em 1346. O edifício foi reconstruido por Carlos V, na década de 1360, sobre as antigas fundações. O actual château (le Château Vieux) foi reconstruido por Francisco I em 1539, tendo sido, posteriormente, ampliado por várias vezes.

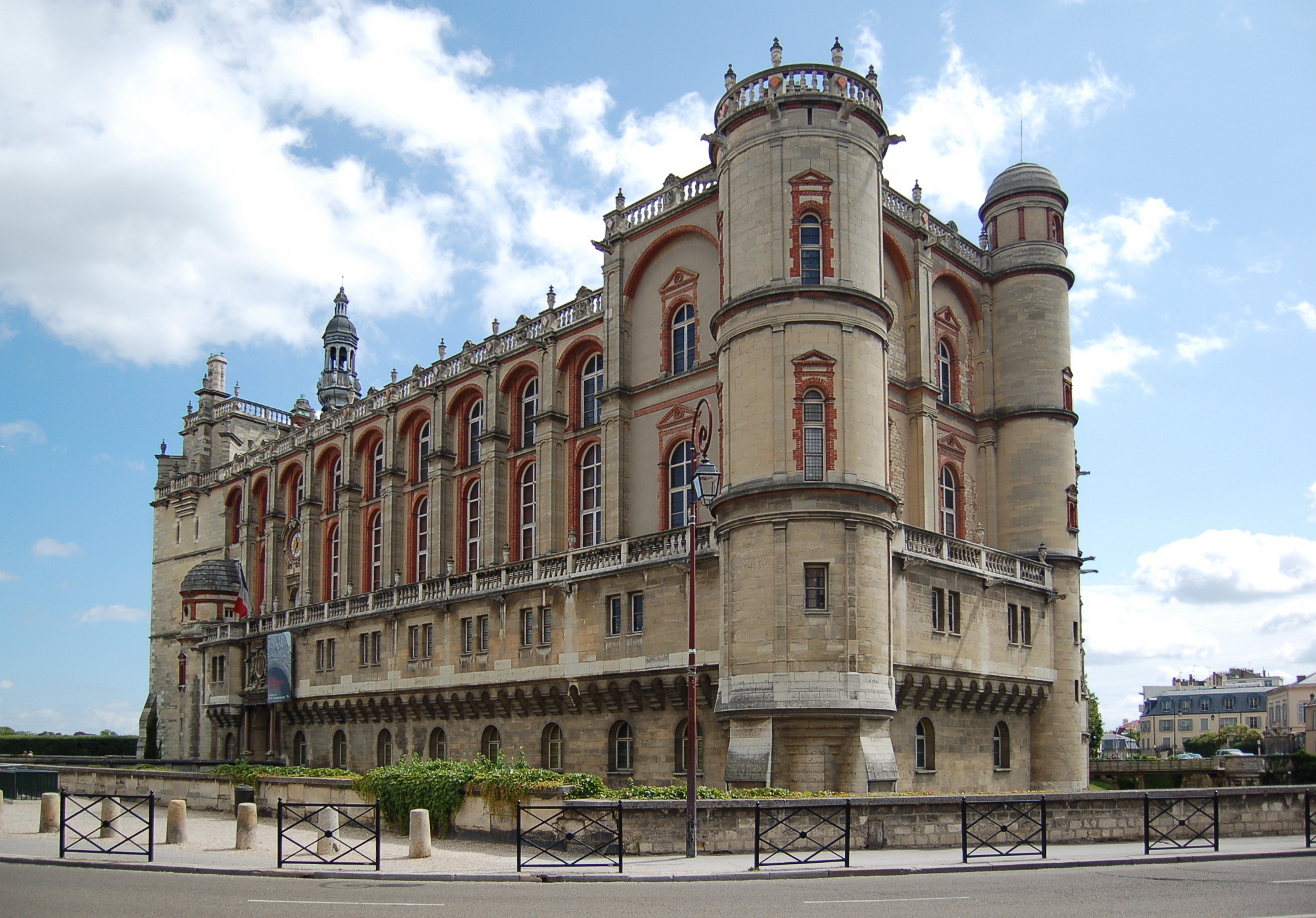
Vista da fachada

Henrique II construiu um novo palácio nas proximidades do primeiro, le Château Neuf (o château novo), segundo desenhos de Philibert de l'Orme, situado no alto de uma ladeira, o qual foi modelado, sob a direcção de Étienne du Pérac, em três terraços maciços descendentes e limitado subsidiariamente mediante terraços, os quais foram ligados por escadas e rampas divididas simetricamente e com um único eixo a estender-se até à margem do Sena; o desenho tomou muitas marcas da Villa Lante em Bagnaia.
Luis XIV nasceu em Saint-Germain-en-Laye em 1638. Uma das paredes de Pérac que restavam colapsou em 1660, e Luis XIV empreendeu a renovação dos jardins em 1662. Na sua maioridade, estabeleceu a Corte aqui em 1666, mas era o Château Vieux que ele preferia: o Chateau Neuf foi abandonado na década de 1660 e demolido. A partir de 1663 até 1682, quando o rei se mudou definitivamente para o Palácio de Versalhes, a equipa que ele herdou do desafortunado Fouquet; Louis Le Vau, Jules Hardouin-Mansart e André Le Nôtre, trabalhou para dar ao conjunto de edifícios um aspecto mais adequado.

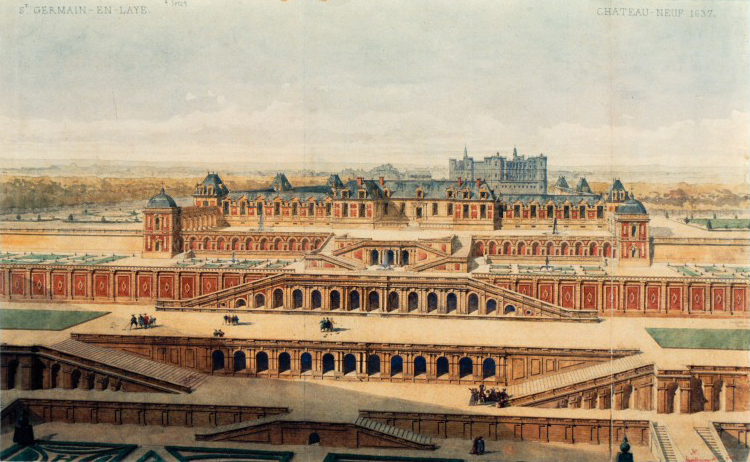
O Château-Neuf em 1637, num desenho de Auguste Alexandre Guillaumot

Luis XIV entregou o palácio a Jaime II de Inglaterra durante o exílio deste em consequência da Revolução Gloriosa de 1688. O rei Jaime II viveu no palácio durante 30 anos, e a sua filha Luísa Maria Teresa Stuart nasceu no exílio, aqui, em 1692. Este monarca viria a ser sepultado na vizinha Igreja de Saint-Germain; os seus descendentes permaneceram no palácio até à Revolução Francesa, partindo em 1793.
Durante a ocupação alemã no contexto da Segunda Guerra Mundial (1940-1944), o palácio serviu como quartel general do exército alemão na França.
No século XIX, Napoleão Bonaparte estabeleceu aqui a sua escola de treino dos oficiais de cavalaria. Napoleão III fez reataurar o palácio pela mão de Eugène Millet a partir de 1862, e este tornou-se no Musée des Antiquités Nationales (Museu das Antiguidades Nacionais) em 1867. As peças expostas vão desde o Paleolítico à época época dos Celtas.

## Jardins

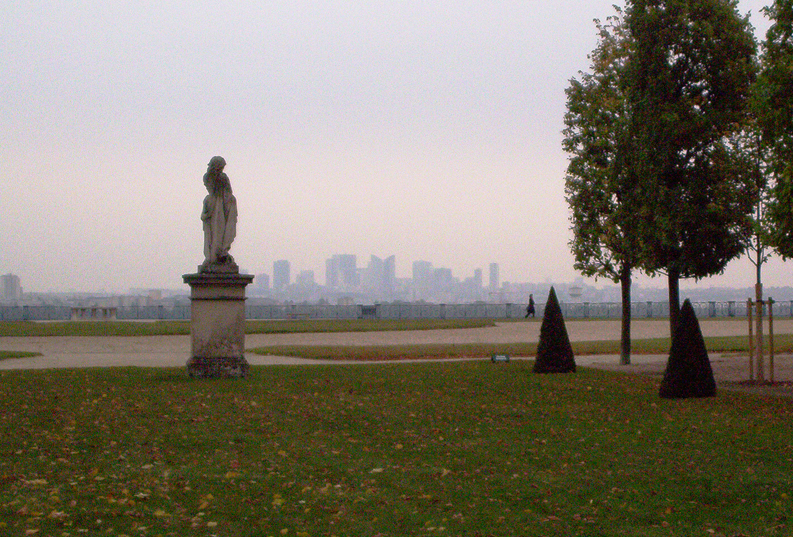
Vista sobre Paris, parque do palácio.

"Étienne du Pérac havia passado muito tempo na Itália, e uma manifestação do seu interesse por jardins desse tipo é a sua bem conhecida vista da Villa d'Este, gravada em 1573". Os jardins deixados em Saint-Germain-en-Laye estão entre a meia dúzia de jardins que introduziu o estilo de jardins à italiana na França, que levaria os trabalhos de campo até aos jardins formais Franceses. Ao contrário dos parterres que foram distribuidos em relação casual com o palácio existente, frequentemente em locais difíceis originalmente seleccionados por razões defensivas, estes novos jardins prolongam o eixo central da fachada de um edifício simétrico, num desenho axial rigorosamente simétrico de parterres, passeios empedrados, fontes e tanques, e bosquetes formalmente plantados; começando assim a tradição que atingiria o seu ápice depois de 1650 nos jardins de André Le Nôtre.
De acordo com o  Théâtre des plans et jardinage, de Claude Mollet, os parterres foram distribuidos em 1595 para Henrique IV por Mollet, treinado no Château d'Anet e progenitor de uma dinastia de jardineiros Reais. Um dos parterres desenhados por Mollet em Saint-Germain-en-Laye foi ilustrado no Le théâtre d'agriculture et mesnage des champs de Olivier de Serre (1600), mas o Château Neuf e o conjunto das suas espectaculares séries de terraços podem ser inteiramente vistos numa gravura de Alexandre Francini, de 1614.
Os jardins foram refeitos por André Le Nôtre entre 1669 e 1673, e incluiram um terraço de pedra com 2,4 km., o quel permite uma vista sobre o vale do Sena e, à distância, Paris.

## Galeria

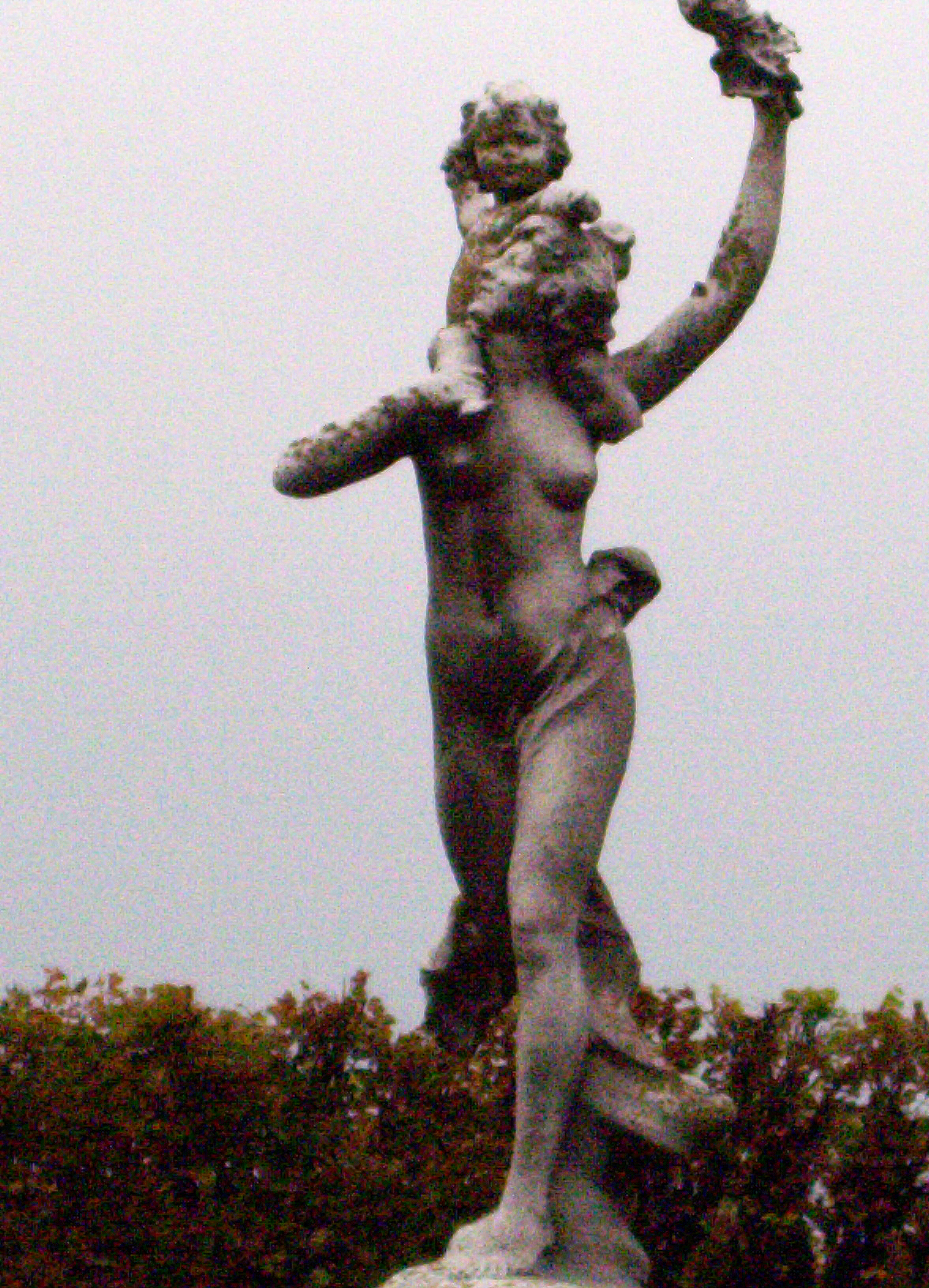
Estátua no parque do palácio
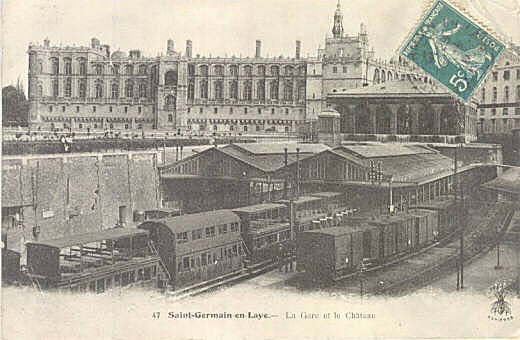
O palácio no centro da cidade, próximo da gare
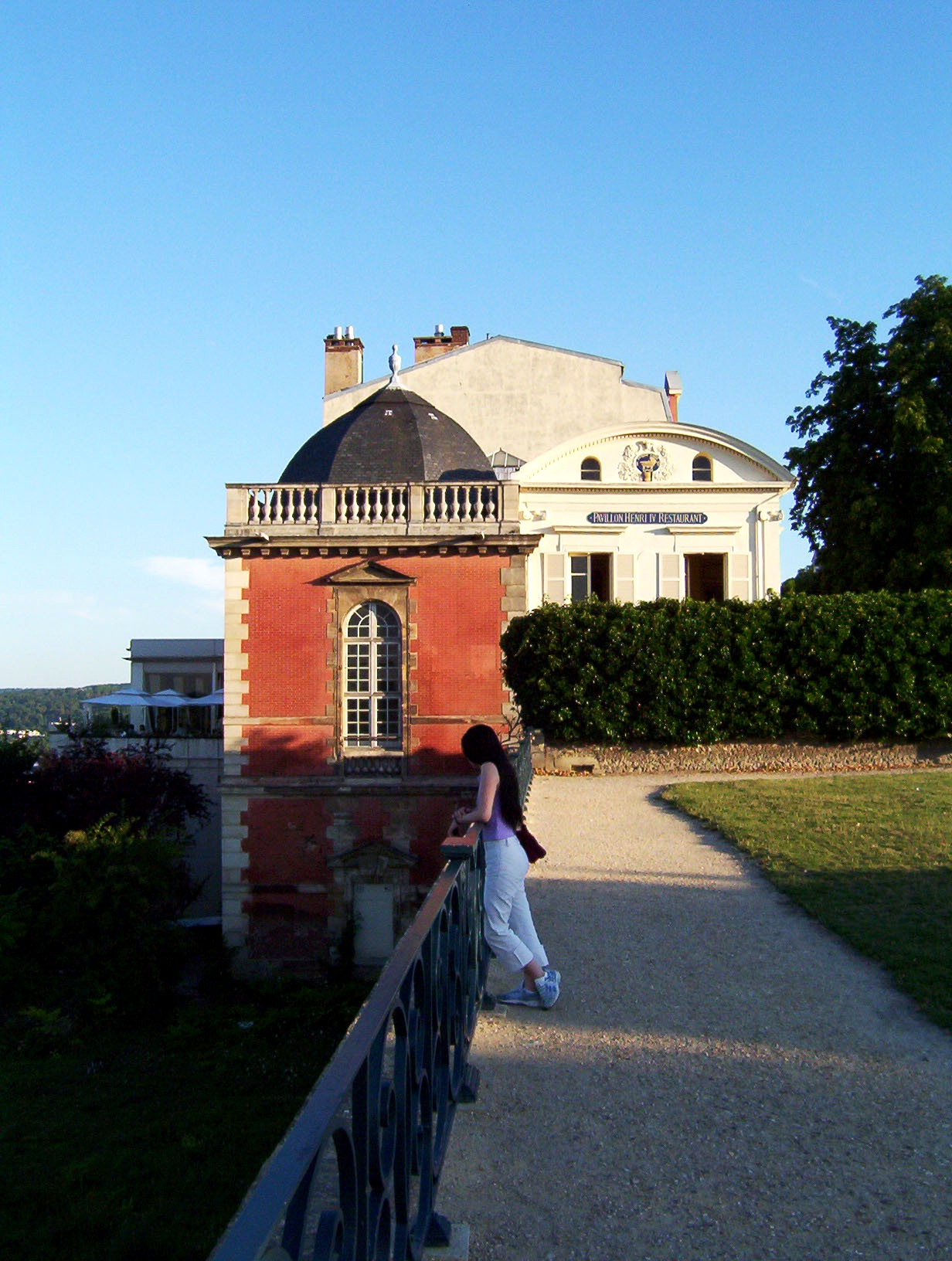
O Pavilhão Henrique IV, parque do palácio
Os terraços do parque do palácio
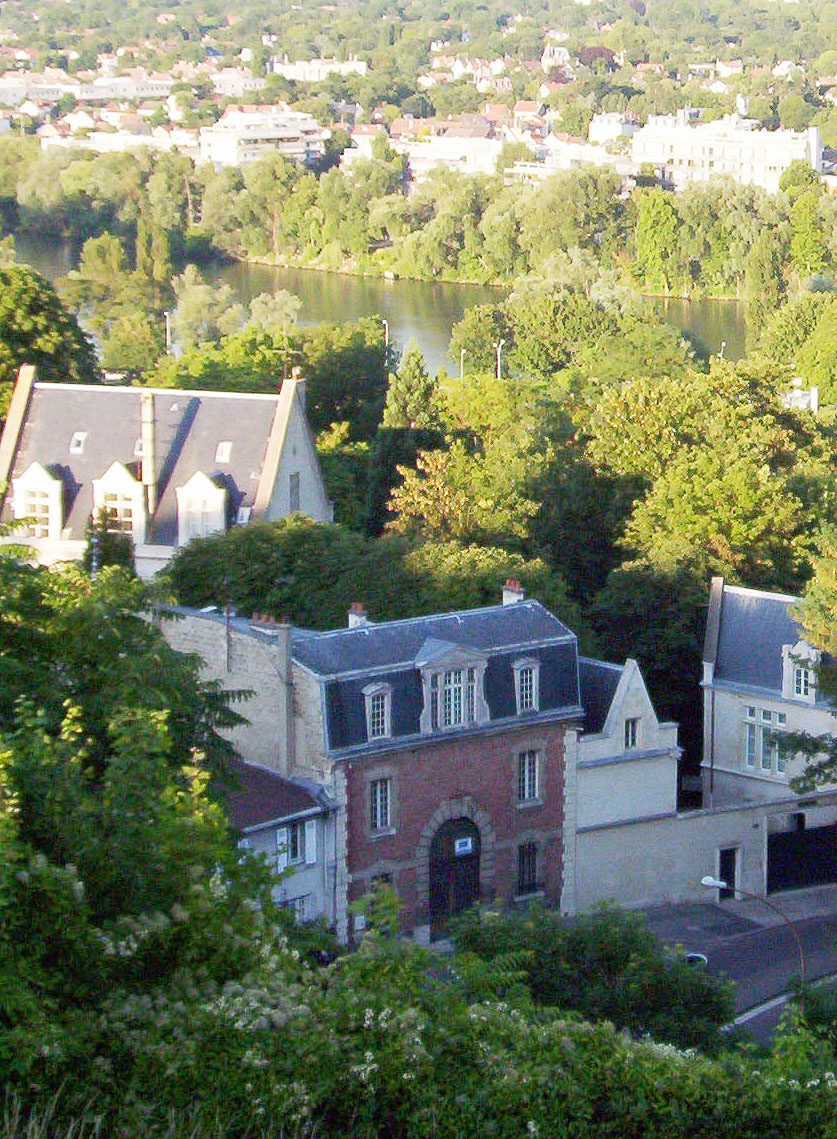
Vista do parque sobre o Sena